# 癰
癰是一種金黃色葡萄球菌引起的皮膚感染。典型的癰由兩個或更多的底部相通的癤組成。癤是疼痛的紅色硬結，有黃色膿頭，膿頭破裂後排出膿液及壞死組織。癰比癤大，常累及皮膚深層，並有多個排膿的開口。常出現在皮膚的毛髮區或易受摩擦的地區，例如頸背、腋窩和臀部。單純的癤經肥皂水洗後用熱敷、濕敷等治療可消散。癰可切開引流，隨後用抗生素治療。經過治療後，衛生狀況若無改善，癰仍可復發。